# Tống Văn Trân
Tống Văn Trân (1905-1935) là một nhà giáo, nhà cách mạng Việt Nam. Ông là một trong những cán bộ Cộng sản thời kỳ đầu, hoạt động từ trước những năm 1930.

## Tiểu sử
Ông sinh năm 1905 tại làng Tân Cầu, tổng Cát Đằng, huyện Phong Doanh, nay thuộc thôn Tân Cầu, xã Yên Tiến, huyện Ý Yên, tỉnh Nam Định.
Ngay từ khi còn đi học, ông đã tham gia phong trào đấu tranh của học sinh, tham gia vận động để tang cụ Phan Chu Trinh, đòi ân xá cho cụ Phan Bội Châu.
Sau khi tốt nghiệp Cao đẳng sư phạm Hà Nội, ông bắt đầu sự nghiệp dạy học ở Nam Định. Năm 1926, ông là một trong những thành viên nòng cốt đầu tiên của Việt Nam Thanh niên Cách mạng Đồng chí hội. Là một nhà giáo, lại biết võ thuật, ông vừa tuyên truyền cách mạng, vừa dạy võ thuật cho các học trò thanh niên. Nhiều người trong số đó trở thành những hạt nhân nòng cốt của Đảng Cộng sản Việt Nam sau này.
Lo ngại trước hoạt động tuyên truyền chủ nghĩa Cộng sản và xu hướng chống thực dân của ông, cuối năm 1929, chính quyền thực dân Pháp bắt và giam cầm ông ở nhà lao Nam Định, rồi Hỏa Lò (Hà Nội). Ngày 15 tháng 1 năm 1930, ông cùng một số đồng chí bị đưa ra xét xử. Ông bị kết án tử hình, nhưng nhờ các cuộc biểu tình của người dân đòi trả tự do cho những người yêu nước, buộc nhà cầm quyền Pháp buộc phải giảm án cho nhiều người, trong đó có ông. Tống Văn Trân bị án tù chung thân và bị lưu đày ra Côn Đảo.
Tại Côn Đảo, ông tiếp tục tích cực hoạt động cùng với các đảng viên như Tôn Đức Thắng, Phạm Hùng, Lê Văn Lương, Ngô Gia Tự, Phạm Văn Đồng, Lê Duẩn, Lương Khánh Thiện, Hoàng Quốc Việt..., cùng xây dựng chi bộ Đảng nhà tù, duy trì sinh hoạt Đảng, tổ chức học tập lý luận, văn hoá cho tù chính trị. Trong những năm tù đày, ông đã sáng tác nhiều bài thơ thể hiện chí khí cách mạng, như:
Thân ta dù có thiệt thòi
Làm gương chiến đấu cho đời mai sau.
hay
Bì bõm trong bể nước đầy
thằng Tây nó bảo mình yêu nước
Ừ không yêu sao lại thế này.
Năm 1934, ông được Chi bộ Đảng chỉ định cùng một số đồng chí vượt ngục trở về đất liền để hoạt động. Cuộc vượt ngục thành công, ông trở về đất liền được cử phụ trách các tỉnh miền Đông Nam Bộ, rồi Xứ ủy viên Nam Kỳ, phụ trách Sài Gòn-Gia Định.
Năm 1935, trong một chuyến công tác, Tống Văn Trân bị thực dân Pháp mai phục bắt được tại Sài Gòn, bị Chánh mật thám Đông Dương Paul Arnoux tra tấn và ra lệnh đánh chết tại Bốt Catinat (Sài Gòn). Bấy giờ ông mới 30 tuổi, đang giữ cương vị Xứ ủy viên Hội Việt Nam cách mạng thanh niên.